# Susanne Hartard
Susanne Hartard (* 1962 in Rendsburg) ist eine deutsche Umweltwissenschaftlerin und Agraringenieurin. Seit 2008 ist sie Professorin am Umwelt-Campus Birkenfeld der Hochschule Trier für das Lehrgebiet Industrial Ecology.

## Werdegang
1987 schloss sie den Diplom-Ingenieur Agrarökonomie in der Fachrichtung ökologischer Landbau an der Universität Kassel ab. Da die Effizienz des DDR-Recyclingsystems SERO auch im Westen bekannt war, bekam sie im Sommer 1990 von der Bundesregierung den Auftrag, SERO zu untersuchen, da erwogen wurde, das DDR-Sammelsystem eventuell gesamtdeutsch einzuführen. Sie arbeitete bis 1992 als Mitarbeiterin von Klaus Wiemer zum DDR-Recyclingsystem SERO. Von 1993 bis 1998 arbeitete sie in Ingenieur- und Planungsbüros sowie für das Wuppertal-Institut. 1999 wurde sie an der Bauhaus-Universität Weimar mit der Entwicklung einer Indikatormethode zur Effizienzprüfung von Getrenntsammlungssystemen in der Abfallwirtschaft zum Doktoringenieur promoviert. Erstgutachter war Werner Bidlingmeier. Anschließend arbeitete sie als wissenschaftliche Mitarbeiterin am Öko-Institut in Darmstadt sowie als Post-Doc am Institut IWAR des Fachbereichs Bau- und Umweltingenieurwissenschaften der Technischen Universität Darmstadt.
Im November 2008 wurde sie auf eine Professur zu Industrial Ecology am Umwelt-Campus Birkenfeld der Hochschule Trier berufen. Die Industrial Ecology versucht, „industrielle Systeme nach dem Vorbild der Natur als industrielle Ökosysteme zu gestalten“. Daher untersucht Hartard Stoffströme in Industrieparks sowie von kritischen Rohstoffen und erstellt Ökobilanzen zur Bewertung von Technologie, Logistik und Recyclingtechnik.
Hartard wurde 2014 in den Wissenschaftlichen Beirat Demografie des Landes Rheinland-Pfalz berufen und ist seit 2015 Gutachterin der Agentur für Qualitätssicherung durch Akkreditierung von Studiengängen (AQAS). Seit 2015 ist sie Mitglied der International Society for Industrial Ecology. Von 2016 bis 2018 war sie Vorsitzende der Vereinigung für Ökologische Ökonomie (VÖÖ), zunächst mit Dirk Löhr, später mit André Reichel. Sie kooperiert mit dem Nationalpark Hunsrück-Hochwald.